# Castiarina flindersi
Castiarina flindersi es una especie de escarabajo del género Castiarina, familia Buprestidae. Fue descrita científicamente por Carter en 1922.